# Minneke De Ridder
Minneke De Ridder (Ranst, 2 december 1980) is een Belgisch Vlaams-nationalistisch politica voor de N-VA.

## Levensloop
Beroepshalve was ze tot 2010 actief als styliste in Emblem.  Ze was een actief militant van het Taal Aktie Komitee en de Vlaamse Volksbeweging. Ook was ze een pleitbezorgster voor de rechten van een voedende vrouw en de mogelijkheid borstvoeding in het openbaar te kunnen geven.
De Ridder is gescheiden en moeder van twee zonen, die naar ze beweert "foutloos De Vlaamse Leeuw meezingen". Zij is de kleindochter van Lode Van Dessel, twaalf jaar lang burgemeester van Nijlen geweest voor de Volksunie.  Haar moeder was actief als gemeenteraadslid in Ranst. In Ranst was ze de voorzitster van de plaatselijke jongerenafdeling van de N-VA.
Ze was tussen 2010 en 2014 lid van de Kamer van volksvertegenwoordigers, ze bleef echter vaak afwezig. Van 2012 tot 2014 was ze OCMW-raadslid te Ranst. In 2014 kwam ze in opspraak nadat ze een racistische foto op haar facebookprofiel had gedeeld.
Bij de verkiezingen van mei 2014 kreeg De Ridder geen plaats op de N-VA-kieslijst voor de kieskring Antwerpen. In 2016 werd bekend dat ze na haar scheiding, een depressie, schulden en ziekte in armoede was beland en uit haar huis werd gezet. In 2020 begon ze met het uitdelen van voedselpakketten aan mensen die net als haar niet breed hebben. Sinds december 2023 maakt ze deel uit van het bloggerscollectief de.volkoren.kiwi.